# 진부령로
진부령로(Jinburyeong-ro)는 강원특별자치도 인제군 북면 용대리 용대 교차로와 고성군 거진읍 송죽리 송죽 교차로를 잇는 강원특별자치도의 도로이다. 거의 대부분의 구간이 국도 제46호선에 속한다.

## 연혁
- 1981년 4월 13일 : 국도로 승격된 인제군 북면 용대리 ~ 고성군 거진읍 대대리 31km 구간 개통, 기존 지정 구간인 인제군 북면 용대리 ~ 속초시 동명동 20km 구간 폐지[1]
- 2009년 8월 7일 : 2개 이상 시·군에 걸쳐 있는 도로로 진부령로를 고시[2]

## 노선
| 이름                  | 접속 노선                                 | 소재지                                              | 소재지          | 비고                         |
| 미시령로와 직결       | 미시령로와 직결                           | 미시령로와 직결                                     | 미시령로와 직결 | 미시령로와 직결              |
| --------------------- | ----------------------------------------- | --------------------------------------------------- | --------------- | ---------------------------- |
| 용대 교차로           | 국가지원지방도 제56호선 (미시령로)        | 인제군                                              | 북면            | 국도 제46호선 구간           |
| 용대교                |                                           | 인제군                                              | 북면            | 국도 제46호선 구간           |
| 용대삼거리            | 국가지원지방도 제56호선 (미시령로) 황태길 | 인제군                                              | 북면            | 국도 제46호선 구간           |
| 용대1교 용대2교       |                                           | 인제군                                              | 북면            | 국도 제46호선 구간           |
| 용대리자연휴양림      | 용화동길                                  | 인제군                                              | 북면            | 국도 제46호선 구간           |
| 군계교                |                                           | 인제군                                              | 북면            | 국도 제46호선 구간           |
| 서: 인제군 동: 고성군 | 서: 북면 동: 간성읍                       |                                                     |                 | 국도 제46호선 구간           |
| 서: 인제군 동: 고성군 | 서: 북면 동: 간성읍                       | 진부령                                              | 흘리길          | 국도 제46호선 구간 해발 520m |
| 고성군                | 간성읍                                    | 진부령                                              | 흘리길          | 국도 제46호선 구간 해발 520m |
| 고성군                | 간성읍                                    | 진부2교 진부1교 진부교 제추교 신평교 장신5교 부동교 |                 | 국도 제46호선 구간           |
| 고성군                | 간성읍                                    | (광산1리)                                           | 광해길          | 국도 제46호선 구간           |
| 고성군                | 간성읍                                    | 교동리                                              | 어천길          | 국도 제46호선 구간           |
| 고성군                | 간성읍                                    | (간촌교 북단)                                       | 교촌길          | 국도 제46호선 구간           |
| 고성군                | 간성읍                                    | 교동교                                              | 건봉사로        | 국도 제46호선 구간           |
| 고성군                | 대대삼거리                                | 국도 제46호선 (간성로)                              | 거진읍          | 국도 제46호선 구간           |
| 고성군                | (대대1리)                                 | 남강로                                              | 거진읍          |                              |
| 고성군                | 대대 교차로                               | 국도 제7호선 (동해대로)                             | 거진읍          | 양방향 진입만 가능           |
| 고성군                | 마산교                                    |                                                     | 거진읍          |                              |
| 고성군                | 송죽 교차로                               | 국도 제7호선 (동해대로)                             | 거진읍          |                              |

## 주요 건물 및 시설
- 진부령미술관 (강원특별자치도 인제군 북면 진부령로 663)
- 장신1리복지회관 (강원특별자치도 고성군 간성읍 진부령로 1999)
- 수동치안센터 (강원특별자치도 고성군 간성읍 진부령로 2009-5)
- 광산2리마을회관 (강원특별자치도 고성군 간성읍 진부령로 2171-3)
- 광산초등학교 (강원특별자치도 고성군 간성읍 진부령로 2427)
- 간성향교 (강원특별자치도 고성군 간성읍 진부령로 2659)
- 교동리복지회관 (강원특별자치도 고성군 간성읍 진부령로 2689-1)